# エンリク・マス
エンリク・マス・ニコラウ（Enric Mas Nicolau、1995年1月7日 - ）は、スペイン・バレアレス諸島州、アルター出身の自転車競技（ロードレース）選手。

## 来歴
2016年プロ入り。
2017年、クイックステップ・フロアーズに移籍。
2018年、バスク一周最終ステージにてUCIワールドツアー初勝利を収める。ブエルタ・ア・エスパーニャ第20ステージではミゲル・アンヘル・ロペスとの一騎打ちを制して優勝、大失速したアレハンドロ・バルベルデに代わり個人総合2位となった。
2019年、スプリンター勢やクラシック・スペシャリストを多数擁し、ステージ優勝狙いに特化するチームにおいて、唯一のクライマーとして山岳ステージを担うはずが、同僚のジュリアン・アラフィリプの思わぬマイヨ・ジョーヌ獲得により、唯一の山岳ステージのアシストとして献身的に支えた。
2020年、モビスター・チームに移籍。

## 主な成績

### 2012年
- スペイン選手権　ジュニア個人タイムトライアル　優勝

### 2014年
- グランプリ・プリースニッツ・スパ（英語版）　総合4位

### 2016年
- ヴォルタ・アン・アレンテホ（英語版）
  -  総合優勝
  -  ポイント賞
  - 区間優勝（第2ステージ）
- ツール・ド・サヴォワ・モン・ブラン（英語版）
  -  総合優勝
  -  ポイント賞
  -  新人賞
- ジロ・デッラ・ヴァッレ・ダオスタ（英語版）
  - 総合2位
  - ポイント賞

### 2017年
- ブエルタ・ア・ブルゴス
  - 総合2位
  -  新人賞
- ブエルタ・ア・エスパーニャ
  -  敢闘賞（第6・第20ステージ）

### 2018年
- バスク一周
  - 総合6位
  -  新人賞
  - 区間優勝（第6ステージ）
- ツール・ド・スイス
  - 総合4位
  -  新人賞
- ブエルタ・ア・エスパーニャ
  - 総合2位
  -  新人賞
  - 区間優勝（第20ステージ）

### 2019年
- ツアー・オブ・広西
  -  総合優勝
  -  ヤングライダー賞
  - 区間優勝（第4ステージ）

### 2020年
- ブエルタ・ア・エスパーニャ
  -  新人賞

### 2021年
- ボルタ・ア・ラ・コムニタ・バレンシアナ 区間優勝（第3ステージ）
- ブエルタ・ア・エスパーニャ 総合2位

### 2022年
- ブエルタ・ア・エスパーニャ 総合2位
- ジロ・デッレミリア 優勝

### 2024年
- ブエルタ・ア・エスパーニャ 総合3位

### グランツールの総合成績
| グランツール               | 2017 | 2018 | 2019 | 2020 | 2021 | 2022 | 2023 | 2024 |
| -------------------------- | ---- | ---- | ---- | ---- | ---- | ---- | ---- | ---- |
| ジロ・デ・イタリア         | —    | —    | —    | —    | —    | —    | —    | —    |
| ツール・ド・フランス       | —    | —    | 22   | 5    | 6    | DNF  | DNF  | 19   |
| ブエルタ・ア・エスパーニャ | 71   | 2    | —    | 5    | 2    | 2    | 6    | 3    |